# Fabian Gottlieb von Bellingshausen

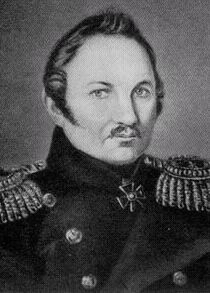
Fabian Gottlieb von Bellingshausen

Fabian Gottlieb von Bellingshausen (Russisch: Фаддей Фаддеевич Беллинсгаузен, Faddej Faddejewitsj Bellinsgauzen) (Lahhentagge (gemeente Saaremaa), 20 september 1778 - Kronsjtadt, 13 januari 1852) was een Baltisch-Duitse marineofficier van Rusland en leider van de tweede expeditie om rond Antarctica te varen.
Bellingshausen werd geboren op Ösel, thans Saaremaa, een eiland voor de kust van Estland. Hij schreef zich in bij de Russische Marine toen hij 10 jaar oud was. Nadat hij afstudeerde aan de marineacademie van Kronsjtadt op 18-jarige leeftijd, werd hij al snel kapitein. Hij was een grote bewonderaar van James Cook en werd in 1803 gekozen om als eerste Rus de aarde om te varen, wat hij deed in 1806.
Toen Alexander I van Rusland een expeditie naar de zuidpool goedkeurde in 1819 werd Bellingshausen opnieuw gekozen. Na het vertrek uit Portsmouth op 5 september 1819 met twee schepen, de Vostok en de Mirnyi, was de expeditie de tweede ooit (na James Cook) die de Zuidpoolcirkel overstak op 26 januari 1820.

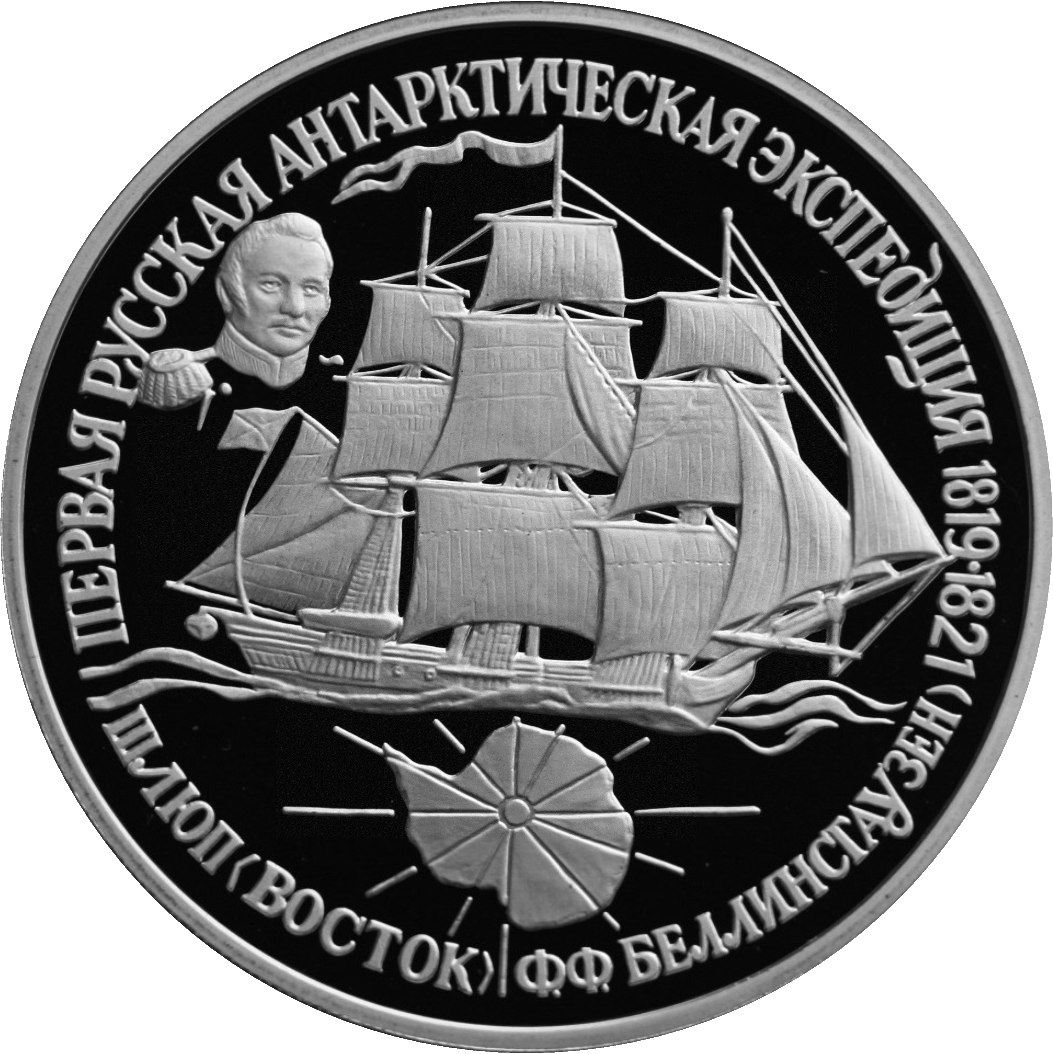
Munt ter herinnering aan de eerste Russische Zuidpoolexpeditie

Bellingshausens logboek toonde aan dat hij binnen 20 mijl van het Antarctische vasteland raakte. Hij moet het land hebben gezien maar niet als land hebben herkend. Hij wordt daarom wel beschouwd als de ontdekker van het lang gezochte Terra Australis, in plaats van de Engelsman Edward Bransfield of de Amerikaan Nathaniel Palmer. Tijdens deze reis ontdekte en benoemde hij de Zuidelijke Shetlandeilanden, het Peter I-eiland en een schiereiland van Antarctica dat hij de Alexanderkust noemde, maar recent werd omgedoopt tot Alexandereiland.
Bellingshausen kwam op 4 augustus 1821 zonder veel ophef terug aan in Rusland, en werd admiraal en gouverneur van Kronsjtadt tot zijn dood in 1852.

## Herinnering
Het atol Motu One in Frans-Polynesië, ook wel Bellingshausen genoemd, is naar Von Bellingshausen vernoemd. Daarnaast is de zee ten westen van het Alexandereiland naar hem vernoemd, de Bellingshausenzee. In 1968 werd in het dorp Lahetaguse in de gemeente Salmi een gedenksteen voor von Bellingshausen opgericht. Een standbeeld van hem is opgericht in een park in de buurt van de Kronstadt Marinekathedraal.